# Polanowice (stacja kolejowa)
Polanowice – nieczynny od 1996 roku przystanek kolejowy a dawniej stacja w Polanowicach na linii kolejowej nr 231, w województwie kujawsko-pomorskim.